# Brod (prijelaz)
Brod je stariji naziv za mjesto gdje se prelazila rijeka. Toponimi s takvim imenom pojavljuju se većinom u Češkoj, Slovačkoj, Crnoj Gori, Albaniji, Bosni i Hercegovini, Srbiji, Hrvatskoj, Sjеvеrnoj Makеdoniji i Bugarskoj.

## Istorija
Srednjovjekovni čovjek je rječne tokove uglavnom savladavao korištenjem brodova, gazova i mostova. Brod je označavao mjesto gdje su ljudi imali običaj prelaziti rijeku. U doba Nemanjića se na nekm takvim prijelazima plaćala naknada, koja se zvala brodarina. Bosanska vila navodi glagol broditi u smislu putovanja brodom, ...što brode preko pučine dalekih mora.  Tomo Skalica je u 19. vijeku koristio glaglol broditi: ...te je zato brodjenje blizu njih i pristajanje dosta opasno... i ...ovuda brodeći... I u drugoj polovini 20 vijeka, u poslanici Svetog arhijerejskog sabora povodom 750 godinina Srpske pravoslavne crkve se spominje: Evo već 750 godina ta naša sveta lađa brodi po uzburkanom moru života. U povelji cara Dušana manastiru Sv.arhangela kod Prizrena, pored ostalih sela koja poklanja manastiru, navodi se i zaselak Brodac.
Jedan Gabrovčanin je javio Jovanu Kantakuzinu planove srpske Dušanove vojske i pomogao mu je savjetom. Znao je za jedno mjesto na Vardaru, za koje je rijetko ko znao, gdje se može lako prebroditi. Kantakuzin mu je obećao izobilnu nagradu, da ga sprovede preko toga broda. Car Dušan je pored ostalih sela, svojoj zadužbini, manastiru Sv. Arhangela kod Prizrena, poklonio i zaselak Brodac, a istom manastiru je sa Širokog Broda išao prilog, 400 spuda soli godišnje. Brođani na Šari su napasali manastirsku stoku, jer su oni živjeli samo od stoke. U doba Stefana Dečanskog ili cara Dušana, prije 1340., prizrenski vladika Georgije Markuš rješava spor seljana sa manastirom Lešok. U teksu odluke, pored ostaloga se spominje: ot broda prjehoda do prjehoda... i gde se sastajeta dva potoka... ot staroga broda želinskoga... jedna na Brodci...
Đorđe Strašimirović u hrisovulji spominje: ...putem u goveći brod u Cjevnu...
U povеlji Ivana Crnojеvića iz 1468. godinе sе spominjе ...Vеlikibrod i tako posrеd rеkе, gdjе pristajе Grabovik u vеliku rеku Limsku. U povelji Đurđa Crnojevića od 14. decembra 1492. navedeni su Moranski brod i Ovčiji brod na Sušici, dok se Bijeli brod na rijeci Matici dva puta javlja kao graničnik imanja Šćepana Malonšića. Iz navedenih primjera vidi se da su brodovi popisivani s imenom. Naziv su dobijali prema rijeci na kojoj su bili, obližnjem selu, namjeni, starosti, izgledu i tome slično. Ova praksa javlja se i u kancelariji Nemanjića, Lazarevića i Brankovića. Pretpostavlja se da je Ovčiji brod služio za prijelaz stoke. Kao međnik zabela Botunj u Svetostefanskoj hrisovulji, zabilježen je Govedarjev brod na Cijevni, a sela Dabar na ravaničkom vlastelinstvu Goveđi brod na Mlavi. Cetinjski ljetopis u jednom od tekstova iz 17. stoljeća spominje u Crmnici Veliki Brod kao i Miholj brod i Goveđi brod. Jakov Mikalja oko 1650. godine navodi da je brod mjesto kud se prohodi priko rieke. Posljednji patrijarh srpski, pred drugo ukidanje Pećke patrijaršije 1766, Vasilije Brkić u svojoj knjizi iz 1771. Opis turski oblasti i u njima hrišćanskih naroda, a naročito naroda srpskog, pišući o Prizrenu, navodi da se u vrijeme obilnih kiša rijеka ne može proiti (preći) bez mostova. Glagoli proiti, proći, preći, broditi, prebroditi u uskoj su etimološkoj vezi.
U vrijeme Rimskog Carstva današnji Slavonski Brod zvao se Marsonia, a od 1244. do 1934. Brod, tj. prijelaz na Savi (u predturskom i turskom periodu Despotov Brod, a kasnije Brod na Savi). Tragovi još iz rimskog doba pokazuju da je ovdje oduvijek bio prijelaz preko rijeke, pa se zato Brod ponekad naziva "sjevernim vratima Bosne". Na tu činjenicu upučuje i sam naziv grada, koji je nekada nosio ime "Brood na Savi" ("Brood" – iskvareno od "prohod", "prijelaz", prebroditi). Identično su i drugi nazivi mjesta dobili ime: Sonćanski i bečejski brod na Tisi i futoški na Dunavu (12. i 13. vijek), Dakića Brod, prelazak za Kordunski Ljeskovac preko Korane, Brod (Gora), Brodarevo na rijeci Lim, Danjski Brod na Drimu, nekada Brod Zrinjski na Uni, u gornjem Vardaru, kod Tetova (nekada Htetovo) je postojalo mjesto Bivol Brod, Brod Moravice kod Kupe, Brod na Kupi, Brođani i Stari Brod na Kupi, Brodarica kod Morinjskog zaljeva, Brod i Stari Brod na Drini, Kokin Brod na Uvcu, Brod na Vlasini, Caribrod na Nišavi, Martin Brod kod utoka Unca u Unu, Brodac Gornji i Brodac Donji pored Save, Brod (Brčko), Brod kod Štrpca, kod rijeke Lepenac, Šićki Brod... Ka Sloveniji i u Sloveniji (kajkavski kraj) slični su nazivi pod imenima: Bregana i Obrežje (u Srijemu ima mjesto Obrež - pored rijeke Save), Breg pri Litiji, Breg, Brege, Dolnje Brezovo, Breg ob Savi, Brezje... U Slavoniji postoji i mjesto Breznica Đakovačka (tu je postojala banja). Moguće je da su i neki toponimi zapadnije od Slovenije, gdje je bila slovensko-romansko-germanska tromeđa (Dolina Puster između Bresanonea i Brunika), također vezani za ovu tradciju, da su riječi sa korjenom br prijelazi (border - granica). Tako imamo (danas) granično mjesto između Italije i Austrije - Brenero, a od ranije prijevoj. Postoje u istom kraju i mjesta na rijekama: Bresanone i Bruniko, a južnije Breša. U sjeverozapadnoj Bugarskoj je pored rijeke Ogost mjesto Beli Brod, a u Sjevernoj Makedoniji postoji Makedonski Brod i 45 km od Makedonskog Broda je Breznica. Oba mjesta su pored rijeke Treske.
Jedan od starih mostova u Bosni i Hercegovini (kod Nevesinja) nosi naziv Ovčiji brod. Franjevac Paškal Vjekoslav Cvekan navodi podatak da je brod riječ koja znači mjesto, gdje se voda neke rijeke dade prelaziti, a onda se tako zove i sredstvo, kojim se vode mogu prelaziti, dakle lađa, splav, kompa. Iz prvobitnog značenja  brod - razvio se i naziv za naselja, gdje se voda prelazila. On navodi i da se njegovo staro podravsko naselje radi smještaja na (lijevoj) obali Drave zvalo Brod, a i tada (1984.) se zvalo Stari Brod, iako ni tada naselja tamo više nije bilo.
Matija Nenadović u Memaorima piše: Aganlija odmara vojsku, pravi plan i kazuje kako će Srbima dati po oku rakije da oni napred gaze na brodu... (prelaz preko Drine)...No evo muke, Hadži-beg i Asan-aga iskopali na brodu (s one strane) šanac i napunili ga Bošnjacima... Kolubara se prelazila i na Belom Brodu, zaseok kod Ćelija.
Brodarina se plaćala za usluge prijevoza brodom, skelom ili drugim načinima. U jednom defteru iz 1568. godine je podatak o iznosu đumruka i brodarine u Jarku.
Karlovačkim mirom 1699., mjesno stanovništvo je moralo uz rijeku Savu, uz novu granicu, podizati stražarnice (čardake). Neke od njih, sa imenom Brod i sl., bile su: Brodac, Oprisavaki Brod, Bogaz, Brod i Mamića Brod.
Kod Srba je riječ brod nekada imala značenje plitkog mjesta na rijeci ili potoku, gdje se voda može prebroditi, pregaziti.
U Ukrajini postoji mjesto pored rijeke koje se zove Davidov Brod (Давидів Брід).

## Literatura
- Аполонович Ровински, Павел (1998). Етнографија Црне Горе, том I. ЦИД - Подгорица.
- Јастребов, Иван (2020). Подаци за историју српске цркве и народа. Службени гласник, Београд. ISBN 978-86-519-2522-4.
- Зирдум, Андрија (2001). Почеци насеља и становништво бродског и градишког крја 1698.-1991. Хрватски институт за повијест - подружница за повијест Славоније, Сријема и Барање, Славонски Брод. ISBN 953-6659-11-5.